# Kohlberger Höhenrücken
Der Kohlberger Höhenrücken (auch: Kohlberger Höhe) ist eine naturräumliche Untereinheit im nördlichen Oberpfälzischen Hügelland zwischen Hirschau und Kohlberg.

## Naturräumliche Zuordnung und Gliederung
Der Kohlberger Höhenrücken ist ein untergeordneter Naturraum im Norden des Oberpfälzischen Hügellandes.
Da von den Einzelblättern 1:200.000 zum Handbuch der naturräumlichen Gliederung Deutschlands das Blatt 154/155 Bayreuth nicht erschienen ist, existiert für den Nordteil des Oberpfälzischen Hügellandes keine Feingliederung. Der Kohlberger Höhenrücken wird aber regelmäßig in einschlägiger Fachliteratur als Naturraum erwähnt.

## Besiedlung
Im Zentralteil des Kohlberger Höhenrückens gibt es keine Siedlungen. Die Rodung greift nur fingerförmig von den Seiten aus den Niederungszonen herein.
- auf dem Gebiet des Landkreises Neustadt an der Waldnaab
  - Kohlberg mit Ortsteilen Artesgrün und Weißenbrunn
  - Neudorf, Ödhof und Gelpertsricht
- auf dem Gebiet des Landkreises Amberg-Sulzbach
  - Kindlas
  - Massenricht mit seinen Ortsteilen Obersteinbach, Untersteinbach, Rödlas, Träglhof und Hummelmühle

Dass der Kohlberger Höhenrücken vielleicht früher mehr Siedlungen besessen hat, dafür könnten Flurnamen wie „Öd“ und der „Ödweg“ sprechen.

## Geografie
Der Kohlberger Höhenrücken erstreckt sich in Ost-West-Richtung von der Grünauer Höhe unmittelbar an der Naab südwestlich Luhe-Wildenau über die Einsattelung von Neudorf bei Luhe, den Schwarzberg und den Eichenberg bis zum Rödlasberg südlich von Massenricht. Er überragt seine nördliche und südliche Umgebung um 150 bis 180 m.
Beim Kohlberger Höhenrücken handelt es sich um eine leicht nach Norden gestellte Pultscholle. Ihr gegenüber stehen zwei tektonisch bedingte Einbruchszonen im Norden und im Süden. Im Norden grenzt die Weidener Bucht an. Im Süden wird der Kohlberger Höhenrücken begrenzt von der Luhe-Linie und durch diese abgegrenzt von der Hirschau-Schnaittenbacher Senke.

## Geologie
Die Rotliegend-Sedimente des Kohlberger Höhenrückens entstanden unter Wüstenklima aus dem Abtragungsschutt des variszischen Gebirges im Anschluss an die tropisch bis subtropisch geprägte Karbonzeit, in der in der Gegend des Kohlberger Höhenrückens ausgedehnte Sumpfwälder zu finden waren.

## Berge
Zu den Bergen auf dem Kohlberger Höhenrücken gehören alphabetisch sortiert – mit Höhen in Meter (m) über Normalhöhennull (NHN):
- Eichenberg (553 m)
- Grünauer Höhe (449 m)
- Kohlbühl (589 m)
- Rödlasberg (579 m)
- Schwarzberg (576 m)